# Вилланова-д’Асти
Вилланова-д’Асти (итал. Villanova d'Asti) — коммуна в Италии, располагается в регионе Пьемонт, в провинции Асти.
Население составляет 5341 человек (2008), плотность населения составляет 127 чел./км². Занимает площадь 42 км². Почтовый индекс — 14019. Телефонный код — 0141.
Покровителем коммуны почитается святой Исидор (Sant’Isidoro), празднование 4 сентября.

## Демография
Динамика населения:

## Города-побратимы
- Шаторенар, Франция (1994)
- Санта Клара де Сагиер, Аргентина (2012)

## Администрация коммуны
- Официальный сайт: http://www.comune.villanova.at.it/